# Heidi Pechstein
Heidi Pechestein (Lipsia, 4 luglio 1944) è un'ex nuotatrice tedesca orientale.

## Carriera
Vinse la medaglia di bronzo nella 4x100m stile libero alle Olimpiadi di Roma 1960.

## Palmarès
- Giochi olimpici estivi

Roma 1960: bronzo nella 4x100m stile libero.
- Europei

Lipsia 1962: oro nei 100m e nella 4x100m misti.
Utrecht 1966: argento nei 400m misti.